# عاصم بهجة البيطار
عاصم البيطار (1346- 1426 هـ / 1927- 2005 م) من علماء العربية وشيوخ النحاة وأعلام المربين في سوريا، باحث ومحقِّق، وكاتب ومحرِّر، ومشرف لغوي، وأستاذ جامعي. عضو مجمع اللغة العربية بدمشق.

## ولادته وتحصيله
ولد عاصم بن محمد بهجة البَيطار عام 1346هـ/ 1927م، في حيِّ المَيدان بمدينة دمشق، لأسرة عريقة شهيرة بالعلم والصلاح والفضل، ترجع في أصولها إلى الجزائر، قدِمَ جدُّهم الشيخ أحمد ابن البَيطار المالكي إلى دمشق من مدينة البُلَيدة الجزائرية، عام 944هـ/ 1537م، ونزل في زاوية الشيخ أبي بكر المَوصِلي بحيِّ المَيدان.
وهو عاصم بن محمد بهجة بن بهاء الدين بن عبد الغني بن حسن بن إبراهيم بن حسن بن محمد بن حسن بن إبراهيم بن عبد الله البَيطار.
نشأ عاصم البيطار في بيت علم وفقه وفتوى، في رعاية أبيه العلَّامة الشيخ محمد بهجة البَيطار (1311- 1396هـ/ 1894- 1976م) الذي كان علمًا من أعلام الشام، ودُرَّةً نفيسةً من دُرَرها، وأحدَ رجالات النهضة العلمية السلفية الإصلاحية فيها، وأحدَ أركان مجمع اللغة العربية بدمشق. وبه تخرَّج ولدُه عاصم في علوم الشريعة والعربية (نحوها وصَرفها وبلاغَتها وعَروضها)، ففاق أقرانه في تحصيله من علومها وفنونها وآدابها.
درس المرحلةَ الابتدائية في (مدرسة خالد بن الوليد) في حي المَيدان، ثم التحق بمدرسة التجهيز (ثانوية جودة الهاشمي) ومن زملائه فيها ابن حيِّه الأستاذ الفيزيائي أحمد ذو الغنى وكان من أقرب زملائه إليه، والأستاذ الفيزيائي الدكتور عبد الرزاق قدُّورة. وحصل على الشهادة الثانوية (بكالوريا أولى) سنة 1944م، وعلى الشهادة الثانوية (بكالوريا ثانية) سنة 1947م بعد انقطاع سنتين رافقَ فيهما والدَه في السعودية معلِّمًا في مدينة الطائف. وكان نظام التعليم حينئذٍ يتبع النظام الفرنسي الذي ينصُّ على أن الشهادة الثانوية تُدرَس في الصفَّين الحادي عشر والثاني عشر؛ البكالوريا الأولى (أدبي أو علمي) والبكالوريا الثانية (فلسفة أو رياضيات).
حصَّل إجازةَ اللغة العربية وآدابها من قسم اللغة العربية بجامعة دمشقَ سنة 1952م (شهادة ليسانس)، مع دبلوم التربية وأهلية التعليم الثانوي من دار المعلِّمين العليا (المعهد العالي للمعلِّمين). ومن زملاء دفعته الجامعية، وأوثق أصحابه صلةً به: الدكتور عبد الكريم الأشتر، والدكتور مازن المبارك. وكان من خواصِّ طلَّاب العلَّامة سعيد الأفغاني المقدَّمين، الذين لازموه ملازمةً وحملوا الرايةَ بعده، مع أصحابه الأستاذ يوسف الصيداوي، والأستاذ محمد علي حمد الله، والدكتور مازن المبارك.

## شيوخه وأساتذته

#### ما قبل الجامعة
- أبوه الشيخ محمد بهجة البَيطار (ت 1396هـ / 1976م)
- الشيخ زين العابدين التونُسِي (ت 1397هـ/ 1977م)
- الشيخ قاسم القاسمي (ت 1357هـ/ 1938م)[5]
- الشيخ علي الطنطاوي (ت 1420هـ / 1999م)
- شاعر دمشق أنور العطَّار (ت 1392هـ / 1972م)

#### في كلية الآداب
- الأستاذ سعيد الأفغاني (ت 1417هـ / 1997م)
- الدكتور أمجد الطرابُلُسي (ت 1421هـ/ 2001م)
- الأستاذ شفيق جبري (ت 1400هـ/ 1980م)
- أبوه الشيخ محمد بهجة البَيطار (ت 1396هـ / 1976م)
- الأستاذ عز الدين علم الدين التنوخي (ت 1386هـ / 1966م)
- الأستاذ محمد المبارك (ت 1402هـ/ 1981م)
- الشيخ مصطفى الزرقا (ت 1420هـ/ 1999م)

#### في دار المعلِّمين
- الدكتور جميل صَليبا (ت 1396هـ/ 1976م)
- الدكتور حكمة هاشم (ت 1402هـ/ 1982م)
- الدكتور عادل العوَّا (ت 1423هـ/ 2002م)
- الدكتور فاخر عاقل (ت 1432هـ/ 2010م)
- الدكتور عبد الله عبد الدائم (ت 1429هـ/ 2008م)[6]

## وصية أبيه
عقِبَ حصوله على إجازة اللغة العربية وآدابها مع دبلوم التربية، عزمَ على خوض لُجَج التعليم؛ لشغَفه بهذه المهنة الشريفة. وهنا يُقبل عليه أبوه المربي الحَصِيف يسأله: ها قد تخرَّجتَ يا ولدي، وأنت مُقْدِمٌ على التدريس والتعليم، فهل أعدَدتَّ للأمر عُدَّتَه؟ ويُجيب الابنُ: أجل، لم آلُ في تحصيل العربية ومُلازمة علمائها، وصَرف الجُهْد في التمكُّن منها والإحاطة بعلومها، وتثقيف نفسي وإعدادها؛ للاضْطِلاع بهذه المسؤولية الجَسيمة والعِبْء الثقيل.
وأسفرَ وجهُ أبيه عن ابتسامة رضًا، وقال: أحسنتَ، فكلُّ ما ذكرتَهُ مهم ومطلوب، وهو من أدوات التعليم التي لا غِنى لكَ عنها، ولكنَّ قبلَ ذلك كلِّه لا بدَّ من أمر مهم يجب أن تضعَه في حُسبانك، وأن توليَه قدرًا كبيرًا من عنايتك واهتمامك، هو أن تكسِبَ قلوبَ طلَّابك، وأن تحمِلَهم على محبَّتك واحترامك، فإذا ما نجحتَ في هذا، أدَّيتَ رسالتَك على الوجه الأكمل الأتَمِّ؛ لأن طلَّابَك إذا ما أحبُّوكَ أحبُّوا مادَّتَك، واعتَنَوا بما تُقدِّم لهم من علم ونُصح وفائدة، وانتَفَعوا بها، وإن الطالبَ إذا ما تمكَّنتَ من قلبه أمكنَكَ من عقله، ومَن ملَكَ فؤادَ طالبه ولجَ منه في لُبِّه.
ومنذ تلك اللحظة أخذَ الأستاذُ عاصم على نفسه عهدًا أن يبذُلَ وُسعَه في التزام وصية أبيه لتكون منهجَ حياة، وأن يأخذَ نفسَه أخذًا غيرَ رفيقٍ في تمثُّلها والحفاظ عليها، وقد نجح في ذلك النجاحَ كلَّه، فكان نِعمَ المعلِّمُ المربِّي.
وكان يحرِصُ كلَّ الحِرْص على أن يتولَّى تدريسَ النحو لطلَّاب السنة الأولى، وكان يصِرُّ على ذلك إصرارًا في كلِّ مكان يعملُ فيه؛ لأنه كان ذا رسالة سامية، همُّه الأولُ والأخير تأسيسُ الطلَّاب التأسيسَ العلميَّ المتين، وإعدادُهم الإعدادَ الجيِّدَ المَكين، لمتابعة طريق الطَّلَب والتحصيل على الوجه المَرضِيِّ.

## وظائفه وأعماله

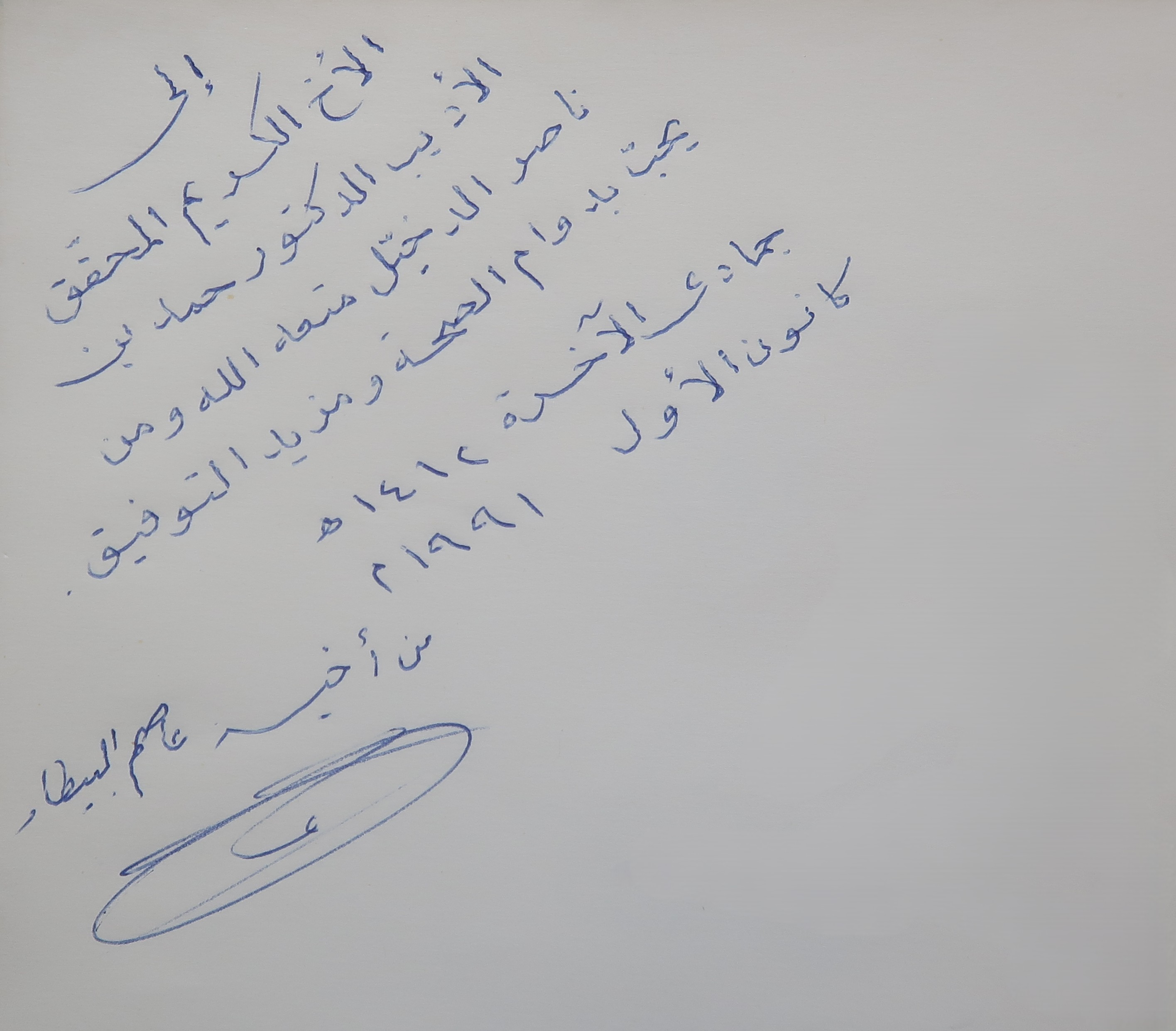
نموذج من خط الأستاذ عاصم من إهداء منه إلى الدكتور حمد بن ناصر الدخيِّل

ابتدأ العملَ في التعليم في وقت مبكِّر من عمره، حين اصطَحَبه أبوه العلَّامة محمد بهجة البَيطار معه إلى بلاد الحجاز سنة 1945م؛ تلبيةً لدعوة الملك عبد العزيز آل سعود إلى إنشاء دار التَّوحيد في مدينة الطائف في السعودية؛ لتكون مدرسةً داخلية لأبناء نجد والقصيم هناك. وقد اصطحب الشيخُ معه ولدَيه محمد يَسار (1341- 1416هـ/ 1922- 1995م) وعاصمًا، فجعل يسارًا مديرًا للدار، وعاصمًا معلِّمًا فيها، فكان الابنُ يعمل إلى جنب أبيه وأخيه، ولولا ثقةُ الشيخ بولده وتحصيله ما كلَّفَه ما كلَّفَه وهو دون العشرين من عمره. وبقي هناك سنتين ثم عاد إلى دمشقَ لحضور اختبار الشهادة الثانوية (بكالوريا ثانية).
بعد تخرُّجه في جامعة دمشق عُهدَ إليه التدريسُ في ثانوية المَيدان (الكَواكِبي) في حيِّه، ولبثَ فيها سبعَ سنين من 1952 إلى 1959م، وكان من زملاء التعليم فيها طَوالَ هذي السنين زميلُ دراسته من قبلُ أحمد ذو الغنى.
ثم أُعيرَ إلى دولة قطر مفتِّشًا لمادَّة اللغة العربية فيها، عامًا دراسيًّا واحدًا، عاد بعدها إلى دمشق ليدرِّسَ في (ثانوية ابن خَلدون). وفي سنة 1963م أُعيرَ إلى المملكة العربية السعودية؛ مدرِّسًا في الرياض لمادَّتَي النحو والصرف بكلِّية اللغة العربية (الكلِّيات والمعاهد)، التي غدَت فيما بعدُ جامعةَ الإمام محمد بن سُعود الإسلامية، واستمرَّ فيها خمس سنوات إلى سنة 1968م.
ثم عاد إلى دمشقَ وانتدبه رئيسُ جامعة دمشق الدكتور شاكر الفحَّام لتدريس النحو والصرف في قسم اللغة العربية من كلِّية الآداب، فدرَّس فيه سبعة عشر عامًا، من سنة 1970 إلى أن أُحيل على التقاعد سنة 1986م، ودرَّس أيضًا مادَّة النحو والصرف في كلِّية الشريعة. وبعد تقاعُده عمل مدرِّسًا في معهد إعداد المدرِّسين، ومشرفًا لغويًّا في مشروع (معجم العِماد الموسوعي) ثلاث سنوات، صُحبة أخيه العالم المُعجَمي محمد مطيع البَبِّيلي، بإشراف الأستاذ الكبير الدكتور عبد الكريم اليافي، ولكن لم يُكتَب لهذا العمل أن يتمَّ.
ثم عاد إلى الرياض للمرَّة الثالثة؛ استجابةً لطلب من جامعة الملك سعود للتدريس في كلِّية الآداب، فدرَّس فيها من سنة 1989 إلى 1994م، ومن زملائه فيها يومئذ ابن حيِّه ورفيق صِباه الشيخ الدكتور محمد بن لطفي الصبَّاغ. ثم انتقل إلى مركز الملك فيصل للبحوث والدراسات مشرفًا لغويًّا وعضوًا في تحرير مجلة الفيصل ورئيسًا لقسم التدقيق اللغوي، ومن زملائه في العمل في المركز الأستاذ اللغوي الراحل محسن خَرابة البَدراني، وبقي في عمله هذا نحو 8 سنوات، ثم آثرَ الرجوعَ إلى مَدْرَج صِباهُ دمشق، في الشهر الخامس من عام 2002م، وقد بلغَ الخامسة والسبعين من عمره.
ولم يكد يُلقي عصا التَّرحال حتى عاد إلى التعليم الجامعي كرَّةً أُخرى؛ أستاذًا في قسم التخصُّص الجامعي والعالي من (معهد الفتح الإسلامي) فرع الأزهر، (الذي صار اليوم جامعة بلاد الشام)، وتولَّى فيه تدريسَ النحو لطلَّاب السنة الأولى وطلَّاب الدراسات العليا؛ لتتجَدَّد ذكرياتُ شبابه مع رُفَقاء الأمس وزُمَلاء الطَّلَب والتدريس من قبلُ: الأستاذ محمد علي حمد الله، والدكتور عبد الحفيظ السَّطْلي، والدكتور مازن المبارك.

## في الجزائر
زار الأستاذُ عاصم بلدَ أجداده الجزائر مرَّتين؛ الأولى عام 1966م حين أنابَهُ والدُه عنه في المشاركة بنقل رُفات الأمير عبد القادر الجزائري من دمشق إلى وطنه الأم الجزائر بعد استقلاله، وكان في استقبال نعش الأمير عشَراتُ الألوف من الأشقَّاء الجزائريين. وصَعِدَ كبارُ المسؤولين إلى الطائرة، وحملوا النعشَ على الأكتاف إلى قاعة الشرف، ودُفنَ في اليوم التالي في مقبرة الشهداء الأبطال.
والمرَّة الأُخرى عام 1976م حين عقدَ اتحادُ المجامع العربية ندوةً في الجزائر؛ لدراسة السُّبُل المُثلى لتدريس اللغة العربية عامَّةً، والنحو خاصَّةً، فدعاه الدكتور حُسني سَبَح رئيس مجمع اللغة العربية بدمشق آنذاك؛ ليكونَ عضوًا في الوفد السوري. وقد استقبل الرئيسُ الجزائري هَوَّارِي بومدين الوفودَ المشاركة، وأثنى على جُهودهم في خدمة اللغة العربية، وأبدى قناعتَه بضرورة التعريب في الجزائر بحماسة.

## صفاته ومنزلته
جمعَ الأستاذ عاصم بين النبوغ العلمي الأصيل، والكِفاية التعليمية والتربوية العالية، مع حُسن الخُلُق ولين الجانب والتواضُع الجمِّ ولطف المَعشَر وعِفَّة اللسان، والغَيرة الصادقة على العلم والفضيلة.
- وقد أثنى عليه شيخُه علي الطنطاوي بقوله: «الأستاذ عاصم البَيطار من أعلم مدرِّسي النحو اليومَ، وأحسنهم طريقةً.[13] وعدَّه أحدَ تلامذة الأستاذ سعيد الأفغاني النجباء الذين حفظ الله بهم العربيةَ في الشام، إلى جَنْب الأساتذة الكبار: أحمد راتب النفَّاخ، والدكتور مازن المبارك، والشيخ عبد الرحمن الباني، والدكتور عبد الرحمن رأفت الباشا.»[14]
- وأثنى عليه تلميذُه الدكتور محمد حسان الطيان قائلًا: «لا أعلم أحدًا من بين أساتذتنا كلِّهم على عُلوِّ شأنهم ورفعة قدرهم أفاد طلبتَه كما أفادهم الأستاذُ عاصم البيطار، ولا أعلم أحدًا منهم أحبَّه الطلبة كما أحبُّوا الأستاذ عاصم، ولا أعلم أحدًا أبعدُ أثرًا في الطلبة من الأستاذ عاصم؛ ذلك أنه كان معلِّمًا بحقٍّ، اكتملَت لديه المعرفةُ النحوية، واستوت في ذِهنه التحليلاتُ الصرفية، وجمع إليها صنوفًا من الخبرة التربوية، وضروبًا من الآداب السُّلوكية، وفنونًا من الأخلاق الاجتماعية، وزيَّن ذلك كلَّه بتاجٍ من مكارم الأخلاق؛ فما شئتَ من علم في حِلم، ومعرفة في فهم، وتربية في عزم، وأُنس في حب، وتعمُّق في فُكاهة، ودِراية في سماحة.»[15]
- ووصفه رصيفُه وصَفيُّه الدكتور مازن المبارك بقوله: «ستٌّ وخمسون سنةً ما افترق أحدُنا عن الآخر أسبوعًا واحدًا إذا كنا في بلد واحد، ولقد صحبتُه في حَلِّه وتَرْحاله، أقمنا معًا وسكَنَّا معًا وسافرنا معًا إلى محافظات القُطر وقُراه، وإلى تركيا وإلى المملكة العربية السعودية. وعرفتُه زميلًا طالبًا وزميلًا معلِّمًا، وصاحبًا وأخًا صديقًا، عرفتُه في رضاه حين يرضى، وفي غضبه حين يغضب، وفي جِدِّه وفي مرَحه وفي طربه حين يطرب، فما أخرجَه الغضبُ عن حِلمه وما أخرجه الطربُ عن وَقاره، إنه هو هو في جميع حالاته؛ إيمانًا بربِّه وصفاءً في قلبه، ولقد وقفتُ على محمود مذهبه وعرفت جميل خُلقه، ورأيته يُغيث المَلهوفَ ويُعين الضعيفَ ويُكرم الضيف. قبَسَ من أبيه الشيخ الجليل تديُّنًا صادقًا وحبًّا للعربية واستقامة في السُّلوك، لم أسمع منه في الصُّحبة التي استمرَّت نيِّفًا وخمسين سنةً كلمةً تؤذيني، ولم أرَ منه سلوكًا يؤخَذ عليه.»[16]
- وأورد الشيخُ زهير الشاويش قصةً معبِّرة، في كلمة رثاءٍ كتبها بعد وفاة الأستاذ عاصم قال فيها: «كان من مآثر أستاذنا الشيخ محمد بهجة البيطار، أنه لا يتقاضى نصيبَه المالي من نشر مؤلَّفاته، ولمَّا كان مني الإصرارُ ومنه الامتناع، فإنه وافق أن أوزِّعَ ما يُكافئ نصيبَه نسخًا من الكتاب على طلَّاب العلم، وإذا ما احتاجَ هو إلى بعض النسَخ فإنه كان يحاول شراءها! وبعد وفاة الشيخ بهجة، قلتُ لأخي عاصم: الآن أصبح الحقُّ المالي من كتب أبيكم لكم، فما تريدُ أن نفعل؟ فقال: يا زهير، كان الشيخ (والدي المادِّي) وكان يسمِّيك (ولدَه الروحي)، فهل تريد أن تغلبَ المادَّةُ الروح؟! افعل ما كان والدي يرضاه فقط.»[17]
- وامتاز الأستاذ عاصم بوفاء كبير لأساتذته وإخوانه، ولا سيَّما أستاذهم سعيد الأفغاني، وممَّا قاله عنه: «إني لأعترفُ بأن أستاذَنا سعيد الأفغاني كان له أثرٌ بعيد جدًّا في تكوين فكرنا النحوي، وأن أكثر ما نعرفه من أصول تدريس النحو والصرف يعودُ إلى هذه السنة الجامعية الأولى التي كان الأستاذُ الأفغاني الرُّبَّانَ الماهرَ لسفينتها، والقائدَ الحكيمَ لمسيرتها... وكان لأستاذنا الكبير فضلٌ كبيرٌ في إعدادنا لنكونَ مدرِّسين، وإن ما أصابه بعضُنا من نجاح مَرموق في أداء رسالته يعودُ في كثير من جَوانبه إلى العلَّامة الأفغاني.»[18]

## في مجمع الخالدين
انتُخب الأستاذ عاصم البيطار عضوًا عاملًا في مجمع اللغة العربية بدمشق بتاريخ 25 من ربيع الآخر 1424هـ، 25 من يونيو (حَزِيران) 2003م، خلفًا للدكتور عادل العوَّا، وصدر مرسوم تعيينه في 12 أغسطس (آب) 2003م.
وأقيمت حفلةُ استقباله في 12 يناير (كانون الثاني) 2004م، وألقى فيها كلٌّ من رئيس المجمع يومئذ الدكتور شاكر الفحَّام، والأمين العام للمجمع الدكتور مكِّي الحسَني، كلمةً، فضلًا عن كلمة المُحتفَى به الأستاذ عاصم. ليتوِّجَ بذلك مسيرةَ عطائه الطويلة في خدمة العربية بتاج الفَخار الذي تُوِّجَه من قبلُ أبوه الشيخ بهجة، فقد كان عضوًا عاملًا في مجمع دمشق، وعضوًا مراسلًا في مجمع بغداد.
أسهم الأستاذ عاصم في نشاطات المجمع، وشارك في أعمال عدد من لجانه، وهي: (لجنة المجلة والمطبوعات)، و(لجنة المخطوطات وإحياء التراث)، و(لجنة اللغة العربية وأصول النحو)، وعُنيَ بمجلة المجمع مراجعةً وتدقيقًا.
ونشر في مجلة المجمع تعريفًا بـ "معجم شواهد العربية" للأستاذ عبد السلام هارون، وتصحيحًا لفهارس "شرح المفصَّل" لابن يعيش النحوي، وتعليقًا على "فهرس شواهد المفصَّل"، إضافة إلى كلمته في حفلة استقباله. وصدر له ضمن مطبوعات المجمع كتابُ (فهارس شرح المفصَّل لابن يعيش).

## كتبه وآثاره
خلَّف الأستاذ عددًا من الكتب بين تأليف وتحقيق من أشهرها:

#### في التأليف
1. (التسهيل في دراسة الأدب العربي الحديث) بمشاركة الدكتور عبد الكريم الأَشْتَر، المطبعة الجديدة بدمشق، 1960م.
2. (الدليل في دراسة الأدب العربي) بمشاركة الأساتذة الدكتور عبد القدوس أبو صالح، والأستاذ خليل هِنداوي، والدكتور مازن المبارك، والدكتور عبد الكريم الأَشْتَر، مكتبة الشرق بحلب ودار الفكر بدمشق، ط3، 1965م.[20]
3. (المنهج الجديد: تطبيقات نحوية) بمشاركة الدكتور عبد الكريم الأشتر، والأستاذ موفق نصري، دار الفكر بدمشق.[ا] ثلاثتها كتبٌ مدرسية لطلَّاب المرحلة الثانوية.
4. (أضواء على شرح ابن عَقيل على الألفية) 3 أجزاء: بمشاركة الأستاذَين: عبد الفتَّاح الغُنْدور، وحسن عبده الريِّس، وقد استقلَّ كلٌّ منهم بجُزء من الكتاب، وهو مقرَّر على طلَّاب المرحلة الثانوية في المعاهد الدينية في الرياض منذ عام 1968م.[21]
5. (النحو والصرف)، جامعة دمشق، 1981م.[ب] وطُبع طبَعات كثيرة مصوَّرة عن طبعته الأولى المرقونة بالآلة الكاتبة، حتى أعادت الجامعة طبعَه عام 2015م منضدًا حاسوبيًّا، وقد تولَّى تنضيده الدكتور محمد موعد، وراجعه الدكتور نبيل أبو عمشة والدكتور محمد شفيق البَيطار. وهو أجلُّ كتبه وأشهرها، ألَّفه لطلَّاب السنة الأولى في قسم اللغة العربية بكلِّية الآداب وكلِّية الشريعة ولا يزال يُدرَّس حتى الآن، وانتفعَ به أجيالٌ وأجيال، وأفادوا منه. وحين تولَّى بعضُ طلَّابه التدريسَ في دول أُخرى قرَّروه على طلابهم؛ منهم: الدكتور نبيل أبو عمشة حين تسلَّم رئاسةَ قسم اللغة العربية بجامعة صنعاء في اليمن، والدكتور محمد أحمد الدالي حين درَّس في جامعة الكويت.
6. (من شواهد النحو والصرف فوائدُ وتعليقاتٌ): ط1، 1982م، ثم دار البشائر بدمشق، ط2، 2003م. وهو كتاب تطبيقي أورد فيه شواهد كتابه السابق، مُبيِّنًا في كل نصٍّ من نصوصها موضعَ الشاهد ووجهَ الاستشهاد، مع التفسير والإعراب.
7. (اللغة العربية لغير المختصِّين) بمشاركة الدكتور مازن المبارك، والدكتور عبد الكريم يعقوب، والدكتورة منى إلياس، مطابع جامعة حلب، 1983م.
8. (فهارس شرح المفصَّل لابن يعيش النحوي) مطبوعات مجمع اللغة العربية بدمشق، 1990م.[22]

#### في التحقيق
1. (موعظة المؤمنين من إحياء علوم الدِّين) للعلَّامة محمد جمال الدين القاسِمي (ت 1332هـ/ 1914م) دار النفائس ببيروت، ط1، 1981م، ط9، 2002م.[23]
2. (الفضل المُبين على عِقْد الجَوهر الثمين في شرح الأربعين) أي الأربعين العَجلونية، لجمال الدين القاسمي أيضًا، دار النفائس ببيروت، ط3، 1988م.
3. (أسرار العربية) لأبي البركات الأَنْباري (ت 577هـ)، أعاد تحقيقه، بعد أن كان حقَّقه قديمًا أبوه الشيخ بهجة البيطار، دار البشائر بدمشق، ط2، 2004م.
4. وكتبَ لـ (الموسوعة العربية) مادَّتين؛ إحداهما ترجمة لأبيه العلَّامة الشيخ محمد بهجة البَيطار، والأُخرى للسياسي الشهير حسن الحَكيم رئيس وزراء سوريا وابن حيِّ المَيدان.[24]

## برامج تلفازية
شارك الأستاذ عاصم البيطار في حَلَقات تلفازية أدبية بأسلوبه الشائق، سجَّلها مع ثُلَّة من كبار الأدباء والنقَّاد، عُرضَت في بعض القنوات الفضائية في دول الخليج، وسجَّل له تلفزيون المملكة العربية السعودية جانبًا من ذكرياته عندما كان يرافقُ والدَه الشيخ محمد بهجة البَيطار في حضرة الملك عبد العزيز بن سعود، وسجَّلت له (دارة الملك عبد العزيز) جانبًا آخرَ ما زال محفوظًا في وثائقها، وفيها معلوماتٌ ثمينة وسَمينة باحَ بها.
واستضافه الأستاذ النقيب ظافر القاسمي في ندَواته الأدبية والثقافية التلفازية، فشارك في أكثر من مئة ندوة منها، وكان القاسمي هو من يختار موضوعاتها ويدير النقاش فيها، وقد استضاف كبار المثقفين في الأدب والفكر، من أمثال: الدكتور عمر فروخ، والدكتور شكري فيصل، والدكتور عبد الكريم الأشتر، والدكتور مازن المبارك، والدكتورة أمينة البيطار، والدكتورة عزيزة مريدن.

## زواجه وأسرته
تزوَّج الأستاذ عاصم قريبتَه السيِّدة نادرة البَيطار ابنة تاجر الحبوب مُسلَّم بن عبد الغني بن حسن بن إبراهيم البَيطار، في أواخر عام 1953م، وهي من مواليد دمشق عام 1934م، وتوفيت فيها صباح السبت 4 المحرم 1445هـ، 22 من يوليو (تَمُّوز) 2023م، وصُلِّي عليها عصرًا في جامع الدقَّاق، ودُفنت في مقبرة البوَّابة في حيِّ المَيدان.
وله منها ابنٌ واحد وخمس بنات، وهم:
- ندى بنت عاصم البَيطار: ولدت بدمشق عام 1954م، مهندسة مدنية، متخرِّجة في جامعة دمشق، ولها عنايةٌ بتحصيل العلوم الشرعية. عملت في المؤسسة العامَّة للإسكان بدمشق.
- والدكتور عصام بن عاصم البَيطار: ولد بدمشق عام 1956م، طبيب قلب، متخرِّج في جامعة دمشق، وتابع دراساته العليا بتفوُّق في الولايات المتحدة الأمريكية بجامعة كوك كاونتي. ولديه اختصاص (داخلية) أيضًا، واختصاصات دقيقة في القلب، وحاصل على أكثر من شهادة (بورد)، ولا يزال يعمل في أمريكا. زوجته: ابنة الدكتور الكيميائي الراحل صلاح يحياوي رئيس قسم الكيمياء بكلِّية العلوم. ولديهما ثلاثة أولاد كلهم أطبَّاء أسنان متخصِّصون في أمريكا، وهم: لينا وسارة وكنان.
- والدكتورة سمر بنت عاصم البَيطار: ولدت بدمشق عام 1958م، طبيبة مختصَّة بالتخدير والإنعاش، متخرِّجة في جامعة دمشق وأتمَّت فيها دراستها العليا. اشتغلت في مركز الطبِّ النووي التابع لمشفى المواساة بدمشق ثلاث سنوات، ثم انتقلت إلى المملكة العربية السعودية فعملت بمكَّة المكرَّمة سنتين في مشفى حِراء، ثم في مشفى الولادة والأطفال بحيِّ جَرْوَل مدَّة سبع سنين. ثم انتقلت إلى مدينة الرياض وعملت في مشفى الولادة والأطفال في مدينة الملك سعود الطبِّية (الشميسي سابقًا) مدَّة عشر سنوات. ولها عنايةٌ بالعلوم الشرعية.
- وشادِن بنت عاصم البَيطار: ولدت بالرياض عام 1964م، متخصِّصة باللغة الإنكليزية والترجمة الفورية، متخرِّجة في جامعة دمشق، وحاصلة على دبلوم في التربية، وحافظة للقرآن الكريم مع إتقانها التجويد. عملت في تعليم الإنكليزية وتولَّت إدارة مدرسة (مؤيَّد جبر) المتوسِّطة، عانت داءَ سرطان ألمَّ بها وانتشر في جسدها، وبقيت صابرةً محتسبة إلى أن توفيت في 24 من ديسمبر (كانون الأول) 2018م بدمشق، وصُلِّي عليها في جامع الدقَّاق، ودُفنت في مقبرة البوَّابة الثانية.
- ومُزْنة بنت عاصم البَيطار: ولدت بدمشق عام 1967م، صيدلانية، تخرَّجت في جامعة دمشق، وهي حافظه للقرآن الكريم، ولها عنايةٌ كبيرة بالعلوم الشرعية.
- وغَزْوة بنت عاصم البَيطار: ولدت بدمشق عام 1969م، متخصِّصة بالاقتصاد، متخرِّجة في جامعة دمشق، مقيمة في المملكة العربية السعودية بمدينة الرياض، وهي حافظة للقرآن الكريم، ولها تحصيلٌ علمي شرعي جيد.

## تكريمه
كرَّمه المجلس الأعلى لرعاية الفنون والآداب بدمشق في آخر أغسطس عام 1994م، مع أستاذه الكبير سعيد الأفغاني، وزميله وصديقه الدكتور مازن المبارك، على هامش ندوة خاصَّة بالنحو والصرف، أقيمت في مدرَّج شفيق جبري بكلِّية الآداب من جامعة دمشق، تحت شعار (لغتنا العربية عنوان هُويتنا)، بحضور عدد كبير من الباحثين ورؤساء الجامعات وأساتذتها من سورية وبعض الأقطار العربية والأجنبية. وتولَّى التكريمَ وزيرةُ التعليم العالي آنئذ الدكتورة صالحة سُنقر، باسم السيد رئيس مجلس الوزراء؛ اعترافًا بفضلهم وريادتهم في تدريس النحو والصرف في العالم العربي، وكان حفلُ التكريم في فندق الشام.
وكرَّمه مركز الملك فيصل للبحوث والدراسات عام 2002م، بإقامة حفلة تكريم وداعية له بعد استقالته وتركه العملَ في المركز مشرفًا لغويًّا وعضوًا في تحرير مجلة الفيصل ورئيسًا لقسم التدقيق اللغوي. وتكلَّم في الحفل كلٌّ من: الأمين العام للمركز الدكتور يحيى بن جُنَيد الساعاتي، والأستاذ اللغوي محسن خَرابة البَدراني، والأستاذ عاصم.

## وفاته وتأبينه
توفي بدمشق ظُهرَ يوم الجمعة 17 جُمادى الأولى 1426هـ الموافق 24 من يونيو (حَزِيران) 2005م، عن 78 سنةً حافلةً بالبذل والعطاء في ميادين العلم والتربية. وصُلِّي عليه في جامع كَريم الدين (الدقَّاق) الذي كان والدُه خطيبًا فيه سنوات طويلة، ودُفن في مقبرة البوَّابة بحيِّ المَيدان.
وأقام مجمع اللغة العربية بدمشق حفلَ تأبين له مساء يوم الأربعاء ١٨ شعبان ١٤٢٦هـ الموافق ٢١ من أيلول (سبتمبر) ٢٠٠٥م في قاعة المحاضرات بالمجمع، وشارك في تأبين الفقيد كلٌّ من: الدكتور شاكر الفحام رئيس المجمع، والدكتور علي أبو زيد وكيل جامعة دمشق للشؤون الإدارية، والدكتور عبد الكريم الأشتر عن أصدقاء الفقيد، والدكتور أيمن الشوَّا عن طلَّاب الفقيد، وابنته الأستاذة المهندسة ندى عاصم البيطار عن أسرة الفقيد.
وبعد عام من وفاته انتخبَ مجلسُ مجمع اللغة العربية بدمشق، في جلسته المُنعقِدة في 14 يوليو (حَزِيران) 2006م، زميلَ دراسته ورفيقَ دربه الأستاذَ الدكتور مازن المبارك عضوًا عاملًا في المجمع؛ ليشغَلَ الكرسيَّ الذي شَغَرَ بوفاة الأستاذ عاصم.
وأصدر المجمع ضمن مطبوعاته كتابًا خاصًّا عنه بعنوان (اللغوي المَجمَعي المعلِّم عاصم بهجة البَيطار) عام 1441هـ/ 2020م، أعدَّه الدكتور أيمن الشوَّا، أثبت فيه سيرة الأستاذ بقلمه، وما قيل من كلمات في حفل استقباله في المجمع وفي حفل تأبينه فيه، وجمعَ بعض مقالاته المنشورة في المجلَّات، وبعض ما كُتب عنه في رثائه، دون استيفاء لكلِّ ذلك، فضلًا عمَّا وقع في الكتاب من سقط وتصحيف وإخلال بوزن الشعر في مواضع.

## الملاحظات
1. ↑  ذكر الدكتور مكي الحسني في كلمته في حفل استقبال الأستاذ عاصم عضوًا في مجمع اللغة العربية بدمشق، أن كتاب (المنهج الجديد) ألفه: عاصم البيطار، ومازن المبارك، وخليل هنداوي. ولكنَّ عبد القادر عياش (1985)، معجم المؤلفين السوريين في القرن العشرين (ط. 1)، دمشق: دار الفكر، ص. 75، OCLC:949513457، QID:Q113579523 ذكر أن كتاب (المنهج الجديد: تطبيقات نحوية) ألفه: عاصم البيطار، وعبد الكريم الأشتر، وموفق نصري، وهو الأرجح؛ إذ لم تذكر المصادرُ التي ترجمت للدكتور مازن المبارك هذا الكتابَ فيها.
2. ↑  ذكر الدكتور أيمن الشوا في كتابه عن الأستاذ عاصم، أن الجامعة طبعته في عام الكتاب الجامعي 1970م، وهذا غير صحيح فإن عام الكتاب الجامعي كان من بعد عام 1980م، ومقدمة الأستاذ عاصم للكتاب مؤرَّخة في عام 1981م، فكيف يُطبع الكتاب قبل ذلك التاريخ بعشر سنين؟!